# Lighthouse Tower
Lighthouse Tower was een geplande wolkenkrabber in Dubai, Verenigde Arabische Emiraten. Het geplande gebouw zou 400 meter hoog worden en 66 verdiepingen tellen. De door Atkins ontworpen kantoortoren zou een oppervlakte van 90.000 vierkante meter krijgen. Opdrachtgever was het Dubai International Financial Centre (DIFC). Door de kredietcrisis kwam de financiering niet rond en werd het project in 2009 geannuleerd.

## Ontwerp
Het ontwerp van de wolkenkrabber bestond uit twee torens die vanaf de 10e verdieping met elkaar werden verbonden. Het gebouw was milieuvriendelijk van opzet: er werd tot 65% minder energie en tot 40% minder water gebruikt. Bij voltooiing zou het drie geïntegreerde windturbines van 225 kW met een diameter van 29 meter bevatten. Hiernaast zou het in de zuidelijke gevel 4.000 zonnepanelen krijgen.
De Lighthouse Tower zou naast kantoorruimte onder andere ook een parkeergarage, detailhandel en een bezoekerscentrum over het milieu bevatten. De toren moest op een podium van twee verdiepingen komen te staan, waar onder andere een health club, een zwembad en culturele ruimtes werden gehuisvest.
In 2008 werd begonnen met het bouwrijp maken van de locatie. In 2009 werd de aanbestedingstermijn enkele malen verlengd. Uiteindelijk werden de werkzaamheden nog datzelfde jaar wegens financiële problemen stilgelegd.